# Льовін Анатолій Іванович
Льовін Анатолій Іванович — український політик, народний депутат України IV скликання, державний службовець, військовий (полковник), управлінець та підприємець.

## Біографія
Льовін Анатолій народився 4 лютого 1961 в селі Ласиці Сасовського району Рязанської області, Росія.
Освіту здобував у Балашовському вищому військовому авіаційному училищі льотчиків (1978—1982) за спеціальністю льотчик-інженер. Також навчався у Національній академії державного управління при Президентові України (2006).
У 1982—1992 роках служив в армії (пілот-афганець) будучи помічником командира повітряного судна, командиром повітряного судна, командиром загону, заступником командира авіаційної ескадрильї. 
У 1992 році став командиром повітряного судна авіакомпанії «Хорс» (у Києві). Наступного року став заступником генерального директора авіакомпанії «Авіаобщемаш» (у Москві).
У 1994—1995 обіймав посаду генерального директора ЗАТ «Інтерсервіс-94» та проживав у Києві. З 1995 року по 1997 рік був генеральним директором української авіакомпанії «А.Т.І.». З 1997 року президент концерну «Титан».
А.І.Льовін - є одним з засновників політичної партії "Трибунал" (Республіканська партія "Трибунал" [Архівовано 15 квітня 2017 у Wayback Machine.]), установчий з'їзд якої відбувся  28 червня 2015 року, в День Хрещення Київської РУСІ.

### Парламентська діяльність
З квітня 2002 року по грудень 2006 року був народним депутатом України (Верховна Рада України IV скликання). Обирався від партії Соціал-демократична партія України (об'єднана) — СДПУ(О). Був членом партії протягом 2002—2004 років. У грудні 2004 року вийшов зі складу парламентської фракції СДПУ(о) і долучився до парламентської фракції Народної аграрної партії України.
В парламенті виконував наступні обов'язки:
- Перший заступник голови Комітету Верховної Ради України з питань будівництва, транспорту, житлово-комунального господарства і зв'язку
- Голова Тимчасової слідчої комісії Верховної Ради України з розслідування причин кризового стану в авіації в Україні (з 26.09.2002 до 25.05.2006)
- Член Тимчасової слідчої комісії Верховної Ради України з питань перевірки дотримання конституційних прав і свобод людини і громадянина (з 21.04.2005 до 25.05.2006)
- Член Тимчасової слідчої комісії Верховної Ради України з розслідування обставин організації касетного скандалу та його впливу на стан національної безпеки України (з 06.10.2005 до 25.05.2006)
- Член Постійної делегації в міжпарламентській організації «Постійна делегація у Міжпарламентській асамблеї держав — учасниць Співдружності Незалежних Держав»
- Член групи з міжпарламентських зв'язків з Португалією
- Член групи з міжпарламентських зв'язків з Республікою Азербайджан

## Нагороди
У грудні 2003 отримав Почесну грамоту Кабінету Міністрів України.